# Ahmed Shaheed

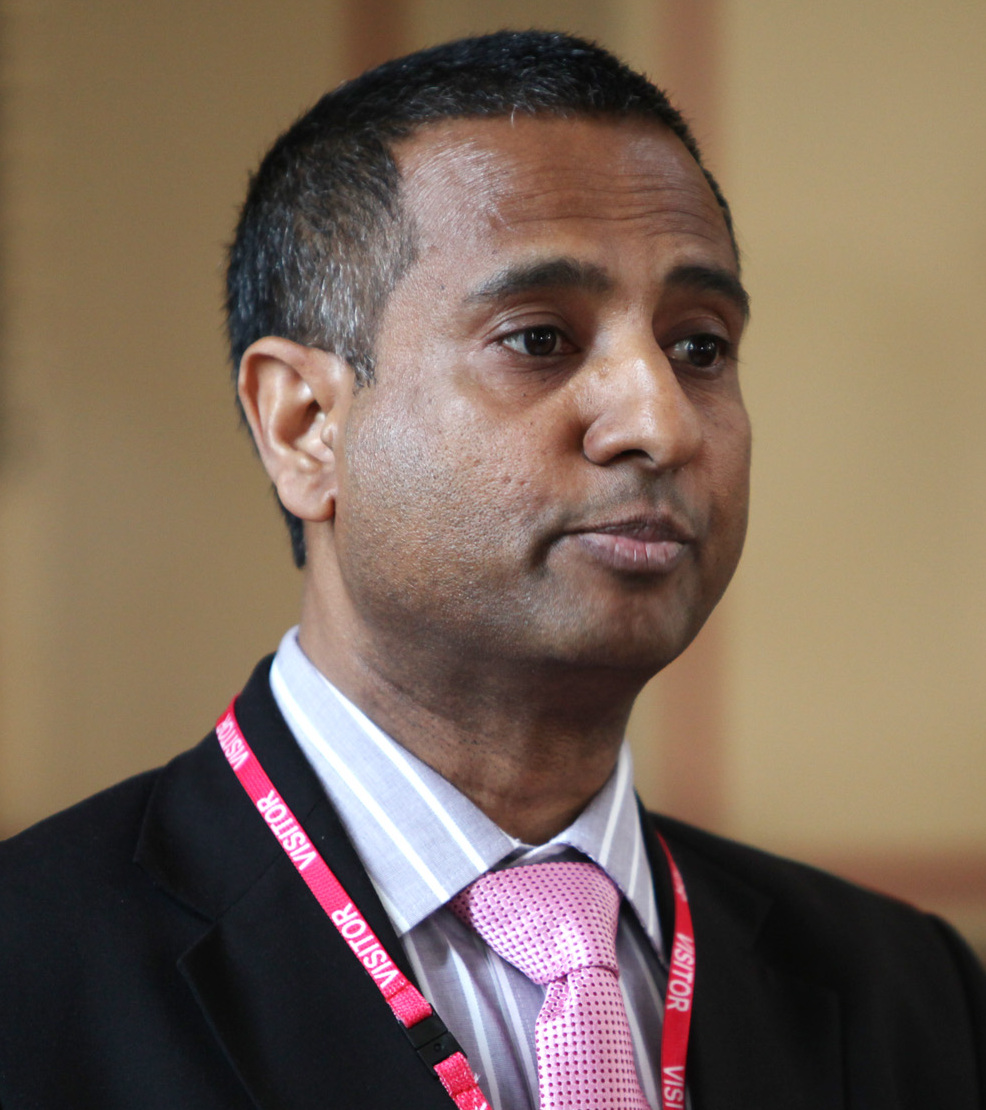
Ahmed Shaheed (2013)

Ahmed Shaheed (* 27. Januar 1964) ist ein Diplomat und maledivischer Politiker der Maledivischen Demokratischen Partei (MDP), der unter anderem zwischen 2005 und 2007 sowie erneut von 2008 bis 2010 Außenminister war. Zudem fungierte er zwischen 2011 und 2016 als UN-Sonderberichterstatter zur Situation der Menschenrechte im Iran und von 2016 bis 2022 als UN-Sonderberichterstatter für Religions- oder Glaubensfreiheit.

## Leben
Ahmed Shaheed begann nach dem Schulbesuch ein Studium der Fächer Internationale Politik und Strategische Studien am University College of Wales in Aberystwyth, das er 1989 mit einem Bachelor of Science in Economics (B.Sc. Econ.) beendete. Ein darauf folgendes postgraduales Studium im Fach Internationale Beziehungen an der University of Queensland schloss er 1995 mit einem Doctor of Philosophy (Ph.D.) ab. Im Anschluss trat er in den Regierungsdienst und war von 1995 bis 1998 Direktor für Regionale Zusammenarbeit in Südasien im Außenministerium sowie zugleich zwischen 1997 und 1998 Mitarbeiter der in Kathmandu ansässigen Südasiatischen Vereinigung für regionale Kooperation SAARC (South Asian Association for Regional Cooperation). Im Anschluss fungierte er zwischen 1999 und 2004 als Ständiger Sekretär (Permanent Secretary) und damit als höchster Beamter des Außenministeriums. Zudem war er in Personalunion von 1999 bis 2004 Gouverneur für die Malediven in der zwischenstaatlichen Finanzorganisation Common Fund for Commodities (CFC). Des Weiteren war er von 2003 bis 2007 Direktor des Projekts für Menschenrechte und Gute Regierungsführung im Präsidialamt. 2004 wurde er für die Maledivische Demokratische Partei (MDP) Mitglied der Verfassunggebenden Versammlung (Madschlis), der er bis 2007 angehörte.
Im Rahmen einer Kabinettsumbildung wurde Shaheed am 14. Juli 2005 von Staatspräsident Maumoon Abdul Gayoom erstmals zum Außenminister ernannt und damit zum Nachfolger des langjährigen Außenministers Fathulla Jameel, während Ahmed Thasmeen Ali neuer Innenminister wurde. Am 21. August 2007 trat er als Außenminister zurück, woraufhin am 23. August 2007 Abdulla Shahid zu seinem Nachfolger berufen wurde.
Am 9. November 2008 stellte der neu gewählte Staatspräsident Mohamed Nasheed sein Kabinett vor, das jedoch noch von der Madschlis bestätigt werden musste. In diesem übernahm Ahmed Shaheed wieder das Amt des Außenministers, während Ameen Faisal Verteidigungsminister, Qasim Ibrahim Innenminister und Ali Hashim Finanzminister wurden. Am 11. November 2008 wurde Präsident Nasheed vereidigt und am 12. November 2008 das Kabinett von der Madschlis mit 21 zu zehn Stimmen bestätigt, woraufhin die Vereidigung der Kabinettsmitglieder erfolgte. Das Amt des Außenministers bekleidete er nunmehr bis zum 21. März 2011 und wurde dann von Ahmed Naseem abgelöst. Im Anschluss wurde Ahmed Shaheed 2011 UN-Sonderberichterstatter zur Situation der Menschenrechte im Iran und hatte diese Funktion bis zu seiner Ablösung durch Asma Jilani Jahangir 2016 inne. Zusätzlich war er zwischen 2011 und 2012 Berater von Staatspräsident Mohamed Nasheed zur Entradikalisierung der Malediven sowie kurzzeitig Lektor an der Maldives National University. Des Weiteren lehrte er von 2012 bis 2016 als Gastlektor für Politikwissenschaften an der City University of New York (CUNY) sowie zwischen 2012 und 2014 auch als Gastprofessor für angewandte Menschenrechte an der University of Essex. Ferner ist er seit 2014 stellvertretender Direktor des Zentrums für Menschenrechte sowie Lektor an der Juristischen Fakultät der University of Essex und seit 2015 Experte für Menschenrechte im dortigen Projekt für Big Data und Technologie.
2016 wurde Shaheed als Nachfolger von Heiner Bielefeldt zum UN-Sonderberichterstatter für Religions- oder Glaubensfreiheit ernannt. 2022 wurde er von der Iranerin Nazila Ghanea abgelöst.